# Clement al Alexandriei

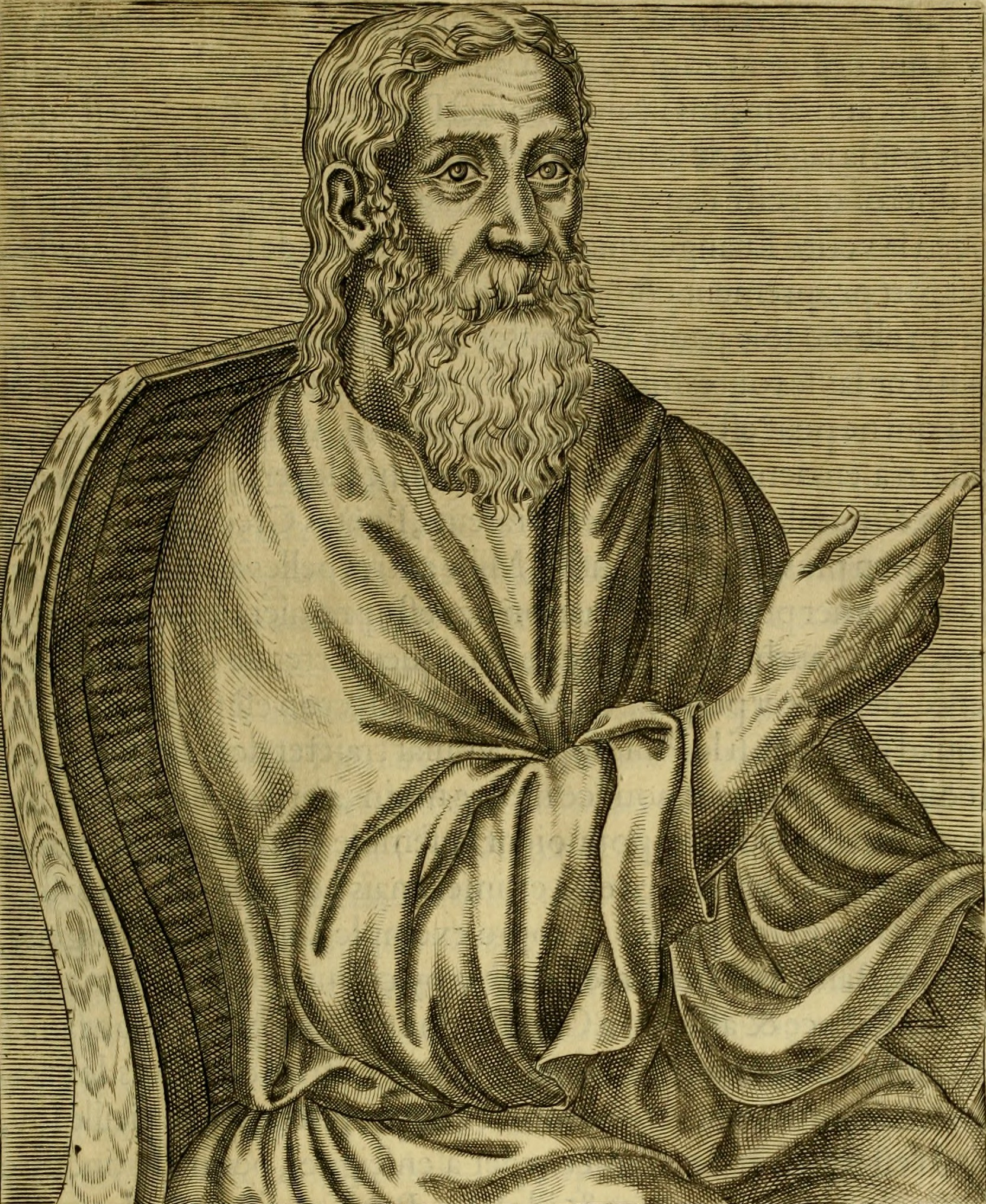

Titus Flavius Clemens, cunoscut cu numele Clement al Alexandriei (greacă Κλήμης ὁ Ἀλεξανδρεύς; c.150 - c.215) sau Clement Alexandrinul, membru al Bisericii Ortodoxe a Alexandriei, a fost primul teolog creștin. 
Principalele sale opere sunt: Protrepticus („Cuvânt de îndemn către greci”), Paedagogus („Pedagogul”) și Stromata („Diverse”; în limba greacă stromata însemnând „covoare” sau „țesături”, pentru a indica varietatea argumentelor tratate).

## Viața
Clement s-a născut în Egipt (Stromata, i. 1), dacă ne luăm după numele său; mai degrabă, Alexandria a fost episcopia sa. Epifanie Scolasticul spune în secolul al VI-lea că Atena este locul de naștere al lui Clement, iar acest lucru este susținut de acuratețea cu care vorbea limba greacă. Se pare că părinții săi erau păgâni înstăriți, cu o oarecare prestanță pe scara socială. Calitatea educației sale este evidențiată prin faptul că el citează în mod constant din poeții și filozofii greci. Clement a călătorit prin Grecia, Italia, Palestina și Egipt. El a devenit colegul lui Pantenus, liderul Școlii Catehetice din Alexandria și, probabil, cel care l-a convertit pe Clement la creștinism și căruia, până la urmă, i-a succedat la conducerea celebrei școli. Cel mai cunoscut discipol al său a fost Origen, care a fost condamnat la al doilea conciliu de la Constantinopol. În timpul persecuțiilor lui Septimius Severus (202 sau 203) Clement și Alexandru, episcop de Flaviada, au căutat refugiu în Capadocia iar după aceea în Ierusalim, de unde a dus o scrisoare în Antiohia în 211. Clement a murit cândva în următorii cinci ani fără să se reîntoarcă în Egipt.

## Activitatea literară
Trilogia, din care principalele părți rămase se conectează prin scop și mod de tratare, este formată din Protrepticus ("Îndemn către greci"), Paedagogus ("Învățător") și Stromata ("Covoarele"). În aceasta, pentru prima dată, Clement încearcă pentru credincioși să așeze Creștinismul în formele tradiționale ale literaturii seculare. Protrepticus constă dintr-o introducere care îl invită pe cititor să asculte nu legendele mitice ale zeilor, ci „cântecul cel nou” al Logosului (care este Hristos), începătorul tuturor lucrurilor și creatorul lumii. El denunță nebunia idolatriei și misteriilor păgâne, nerușinarea practicilor pederaste ale grecilor și ororile sacrificiilor păgâne. Clement argumentează că pe când poeții și filozofii greci doar presupun adevărul, profeții arată calea directă spre mântuire; iar acum Logosul divin vorbește prin propria sa persoană pentru a trezi tot ceea ce este bun în sufletul omului și pentru a-l conduce spre nemurire. Așezând astfel o fundație în privința cunoașterii adevărului dumnezeiesc, el trece în Paedagogus la descrierea eticii creștine. Structura lucrării sale nu îl împiedică să preia mari părți de material din stoicul Musonius Rufus, maestrul lui Epictetus; dar pentru Clement, pedagogul real este Logosul încarnat.
Prima carte tratează despre bazele religioase ale moralei creștine, iar a doua și a treia despre cazuri individuale de conduită. Cât despre Epictetus, virtuțile adevărate se arată ele înseși în dovezile externe printr-un mod de viață natural, simplu și moderat. Stromata merge mai departe și vorbește despre perfecțiunea vieții creștine prin introducerea în cunoașterea deplină. Prima dintre aceste lucrări se adresează neconvertiților, a doua celor proaspăt convertiți iar a treia se adresează credincioșilor vechi. Pe baza Scripturii și Tradiției, Clement încearcă să facă o prezentare a credinței creștine care să răspundă la toate întrebările puse de cei învățați. Clement își intitulează această lucrare Stromateis, "peticire," deoarece tratează o foarte mare diversitate de subiecte. El intenționa să facă o singură caret pe această temă; fără să atingă toate subiectele pe care și le-a propus, cel puțin șapte cărți au ieșit de aici. Absența anumitor subiecte promise categoric îi fac pe savanți să se întrebe dacă nu cumva a scris și o a opta carte, așa cum precizează Eusebiu (VI. xiii. 1) și Florilegia, fiind făcute numeroase încercări de a identifica această a opta carte în tratate scurte sau fragmentare care sunt conținute în fragmentele păstrate. În orice caz, "fragmentele" și "selecțiile" care împreună cu un tratat de metodă logică sunt desemnate ca fiind a opta carte într-un manuscris singular din secolul al XI-lea numit Stromata, nu fac parte din lucrarea Hypotyposes despre care se știe că este scrisă de Clement. Această lucrare conține comentarii scurte la paragrafe selectate din întreaga Biblie, așa cum se poate vedea în fragmentele păstrate de Oecumenius și în versiunea latină a comentariului la epistolele sobornicești făcute la solicitarea unui anume Cassiodorus.
În afară de trilogia de mare întindere, o altă lucrare importantă păstrată a lui Clement este tratatul "Care bogat se va mântui?" care se bazează pe  Marcu 10:17-31. Acest comentariu prezintă principiul că nu posedarea de bunuri trebuie condamnată, ci modul de întrebuințare a acestora. De asemenea, s-au mai păstrat fragmente din numeroase alte lucrări, inclusiv: Sfaturi către greci, Educarea copiilor, și Hypotyposeis (Schițe).

## Importanța sa pentru Biserică
Cel mai important impact al activității lui Clement l-a avut încercarea sa de a uni filozofia greacă cu creștinismul. El a arătat pe larg faptul că filozofii datorează o mare parte din cunoașterea lor scrierilor din Vechiul Testament și își exprimă o convingere personală când descrie filozofia ca o acțiune directă a Logosului divin, lucrând prin aceasta la fel de bine ca și prin lege și ca prin revelația directă din Evanghelie pentru a comunica oamenilor adevărul.
Clement a petrecut mult timp cu definirea pentru creștini a conceptului filozofic păgân de Logos, principiul gnozei creștine adevărate, prin care singur principiu relația lui Dumnezeu cu lumea și cu revelația sa este menținută. În mod transcedental, el îl consideră pe Dumnezeu ca fiind Ființa care nu poate fi descrisă, care nu poate fi definită într-un mod prea abstract (vezi teologie apofatică). Deși dumnezeirea sa lucrează în lume, caracteristicile esenței divine rămân nestricăciunea, autosuficiența și imposibilitatea de a suferi.
Astfel, Clement accentuează importanța permanentă a filozofiei pentru deplinătatea cunoașterii creștine, explică cu o predilecție aparte relația dintre cunoaștere și credință și îi critică aspru pe cei care nu doresc să se folosească în nici un fel de filozofie. El se pronunță cu hotărâre împotriva sofiștilor și împotriva hedoniștilor din școala lui Epicur. Deși el se exprimă, în general, nefavorabil cu privire la filozofia stoică, el respectă cu adevărat acel amestec de stoicism și platonism care caracterizează gândirea religioasă și etică a clasei educate din vremea lui. Acest lucru explică valorile fixate de Clement în gnoză. Pentru a fi sigur, el atacă în mod constant conceptul de gnoză așa cum este el definit de gnostici. Credința este temelia întregii gnoze și amândouă vin de la Hristos. Pe când credința implică o cunoaștere cuprinzătoare a lucrurilor esențiale, cunoașterea îi permite credinciosului să înțeleagă adânc ceea ce crede; iar aceasta duce la credința perfectă, completă. Pentru a ajunge la o astfel de credință, "credința cunoașterii," care este cu mult mai puternică decât simpla "credință de presupunere," sau simpla primire a unui adevăr pe baza autorității, este necesară filozofia. De fapt, creștinismul este filozofia adevărată iar creștinul perfect este gnosticul perfect—dar iarăși, numai "gnostic conform canoanelor Bisericii" nu ca în secta eretică.
Clement pune un mare accent pe îndeplinirea obligațiilor morale. În exprimările sale etice, el este influențat puternic de către Platon și stoici, de la care împrumută mare parte din terminologie. El îl laudă pe Platon pentru că a recomandat ca scopul vieții trebuie să fie obținerea celei mai mari asemănări posibile cu Dumnezeu; iar portretul lui pentru gnosticul perfect se asemănă puternic cu cel al omului înțelept așa cum a fost el desenat de stoici. Prin urmare, el își sfătuiește cititorii să-și scuture lanțurile cărnii cât mai repede posibil, să trăiască de parcă ar fi deja în afara trupului și, astfel, să se ridice deasupra lucrurilor lumești. El este un grec adevărat prin prețuirea pe care o arată pentru moderație; dar cel mai înalt ideal de urmat rămâne mortificarea tuturor sentimentelor care pot tulbura sufletul. 
Pentru Clement, calea de unire cu Dumnezeu (îndumnezeirea) este calea Bisericii. Credința simplă a creștinilor botezați conține toate informațiile esențiale ale celei mai înalte înțelepciuni; prin Euharistie, credinciosul se unește cu Logosul și cu Duhul și devine parte din nestricăciune.

## Acuzații de erezie
După spusele lui Clement, deși dumnezeirea lui Hristos lucrează la crearea lumii, Fiul Însuși este neschimbător, suficient sieși și incapabil de suferință. După spusele lui Clement, acestea sunt calitățile caracteristice ale esenței divine. Deși Logosul este cel mai aproape de Tatăl, ale cărui puteri le reia în El Însuși, pentru Clement atât Fiul cât și Duhul sunt "prima putere creată și primul creat"; ele formează cea mai înaltă treaptă pe scara ființelor inteligente; de asemenea, Clement distinge între Fiul-Logos și Logos care este neschimbător și imanent în Dumnezeu. Din cauza acestor declarații, mai târziu Fotie îl va acuza că "l-a degradat pe Fiul la nivelul unei creaturi." Separat de lume ca principiu al creației, Logosul încă este în ea ca principiu călăuzitor. Astfel, o viață naturală este o viață în conformitate cu voința Logosului. De asemenea, Clement a fost acuzat de docetism în învățăturile sale despre Întrupare. După spusele sale, trupul lui Hristos nu avea nevoi omenești, așa cum reiese din următoarele pasaje din Stromateis, care îi refuză în mod clar lui Hristos umanitatea deplin:
Cât Îl privește pe Mântuitor, totuși, este ridicol să presupui că acest trup cerea, ca trup, ajutorul necesar pentru întreținerea sa. Pentru că El mânca nu de dragul trupului, care își avea continuitatea cu o putere sfântă, ci pentru a nu-i smintii pe alții
în prezența Sa se putea întâmpla să gândești altfel despre El, la fel cum după ceva timp cineva a bănuia că El apărea pur și simplu ca o fantomă. El era în general liniștit; și nici un fel de sentiment nu Îl tulbura, indiferent dacă era un sentiment plăcut sau de durere
În schimb, Hristosul lui Clement este un doctor supranatural; El nu este supus trupului omenesc plin de durere. Vindecarea pe care El o oferă este transmiterea gnozei mântuitoare, care conduce oamenii de la păgânism către credință și de la credință către cea mai înaltă stare de înțelepciune. Această filozofie a adevărului conține în ea însăși eliberarea de păcat și realizarea virtuților. Așa cum orice păcat își are originea în ignoranță, tot așa cunoașterea lui Dumnezeu și îndumnezeirea este urmată de prosperitate. Clement accentuează în combaterea gnosticilor libertatea oricui de a face bine (lucru pentru care el însuși a fost numit semi-pelagian).
De asemenea, mulți au minimalizat influența lui Clement asupra Bisericii: "Clement nu a avut o influență notabilă asupra cursului teologiei în afara influenței sale personale asupra tânărului Origen".

## Idei principale

Opera omnia, 1715

Conform lui Clement, toate disciplinele care nu fac parte din filozofie sau nu sunt de cultură generală nu sunt altceva decât o „propedeutică” (pregătire) a filozofiei care, la rândul ei, este o propedeutică a credinței. Doar credința ne oferă adevărata cunoaștere, numită și „înțelepciune” (sophìa) și gnoză (înțeleasă ca o cunoaștere obținută cu ajutorul credinței, și nicidecum un privilegiu acordat de Dumnezeu doar unor inițiați, cum pretindeau gnosticii). Scrie Gilson: „După cum științele liberale sau enciclopedice, cum li se mai spune, slujesc filozofia care le e stăpână, filozofia la rândul ei are ca scop să pregătească Înțelepciunea. Într-adevăr, filozofia urmărește dobândirea Înțelepciunii, știință a lucrurilor dumnezeiești și omenești și a cauzelor acestora. Înțelepciunea este deci stăpâna filozofiei, după cum filozofia este stăpâna «științelor pregătitoare»” .
Cel care-l conduce pe om la filozofie și de la filozofie la înțelepciune, este, pentru Clement, Pedagogul, Logosul sau Cuvântul divin, care luminează rațiunea umană. Între conținutul filozofiei, care este rațională, și conținutul credinței, care este revelată, nu există așadar nici un contrast, ci o perfectă armonie. Desigur că nu toate ideile filozofilor pot fi acceptate, însă filozofia lui Platon și cea a stoicilor, pot fi considerate ca fiind iluminate de Logosul Divin. Creștinul este, conform lui Clement, adevăratul gnostic. Credința este principiul și fundamentul filozofiei. Aceasta din urmă are o mare importanță pentru creștinul care vrea să aprofundeze propria credință prin intermediul rațiunii. 
Logosul, primește la Clement, un triplu sens:
- principiu creator a lumii;
- principiul oricărei forme de înțelepciune, care i-a inspirat pe profeți și pe filozofi;
- principiu al mântuirii (Logosul întrupat);

## Citat
Cuvântul lui Dumnezeu s-a făcut om pentru ca tu să poți învăța de la Om cum se poate ca omul să devină Dumnezeu.